# Brunary Wyżne
Brunary Wyżne (Brunary Wyższe) – część wsi Brunary w Polsce, położona w województwie małopolskim, w powiecie gorlickim, w gminie Uście Gorlickie. Stanowi południową część wsi.

## Historia
Dawniej samodzielna wieś i gmina jednostkowa Brunary Wyżne w powiecie grybowskim (okręg sądowy Grybów). W II RP w województwie krakowskim, początkowo w powiecie grybowskim, od 1 kwietnia 1932 w powiecie gorlickim.
1 sierpnia 1934 gminę Jaszkowa zniesiono, włączając ją do nowo utworzonej zbiorowej gminy Śnietnica. 15 września 1934 Brunary Niżne, Brunary Wyżne i Jaszkową połączono w jedną gromadę Brunary w granicach gminy Śnietnica.
W latach 1975–1998 miejscowość administracyjnie należała do województwa nowosądeckiego.

## Zabytki
Obiekt wpisany do rejestru zabytków nieruchomych województwa małopolskiego:
- cerkiew św. Michała Archanioła.